# Incilius
Incilius és un gènere d'amfibis de la família dels bufònids que conté sis espècies (una d'elles extinta) que es troben a Panamà i Costa Rica.

## Taxonomia
| Nom comú | Nom binomial                                    |
| -------- | ----------------------------------------------- |
|          | Incilius aurarius (Mendelson et al., 2012)      |
|          | Incilius chompipe (Vaughan i Mendelson, 2007)   |
|          | Incilius epioticus (Cope, 1875)                 |
|          | Incilius guanacaste (Vaughan i Mendelson, 2007) |
|          | Incilius periglenes (Savage, 1966)              |
|          | Incilius tutelarius (Mendelson, 1997)           |